# كهف البحيرات
كهف البحيرات (باليونانية: Σπήλαιο των Λιμνών، لفظ: Spilaio ton Limnon)‏، سابقًا (تروبيسيو)، هو كهف يقع قرب قرية كاستريا [الإنجليزية] في وحدة آخايا الإقليمية في اليونان يبعد عن كالافريتا 17 كيلومتر (11 ميل) كلم وعن كليتوريا [الإنجليزية] 9 كيلومتر (5.6 ميل).

## نظرة عامة
يمتد ممر الزوار الخشبي لمسافة 500 متر (1,600 قدم)، يمكن إيجاد خمس أنواع مختلفة من الخفافيش التي تقطن الكهف بالإضافة إلى تشكيلات حجرية، وأهم ما يميز الكهف هو وجود 13 بحيرة داخله تكونت نتيجة الرواسب المعدينة خلال آلاف السنين، موقع الكهف لم يكن معروفًا قبل عام 1964 عندما عثر عليه السكان المحليون أثناء بحثهم.

## أسطورة
وفقًا للإسطورة اليونانية، هذا الكهف هو الذي عالج فيه ميلامبوس [الإنجليزية] ليسيبي [الإنجليزية] وإفياناسا [الإنجليزية] إثنين من بنات بروتاس [الإنجليزية] ملك تيرينس الثلاثة، بينما الابنة الثالثة إفيوني [الإنجليزية] ماتت أثناء الطريق. وذكر هذا الكهف الرحالة القديم باوسانياس.

## علميًا
تم استخدام هذا الكهف منذ العصر الحجري الحديث وإستمر خلال العصر البرونزي وفق ما يظهره علم الأحياء القديمة والمستحاثات، في المستوى السفلي من الكهف تم العثور على أحافير من عظام الإنسان وحيوانات مختلفة منها فرس النهر.

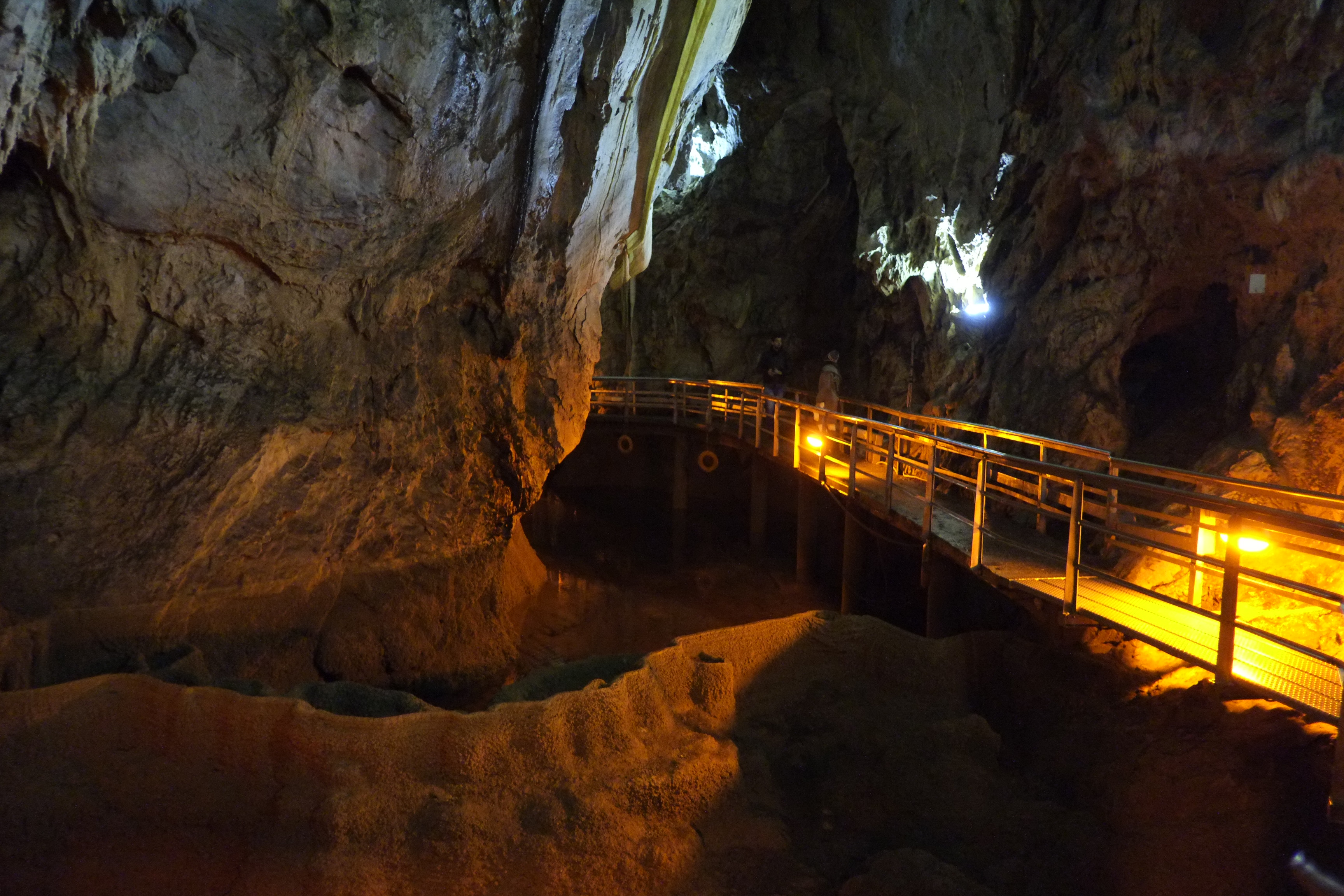
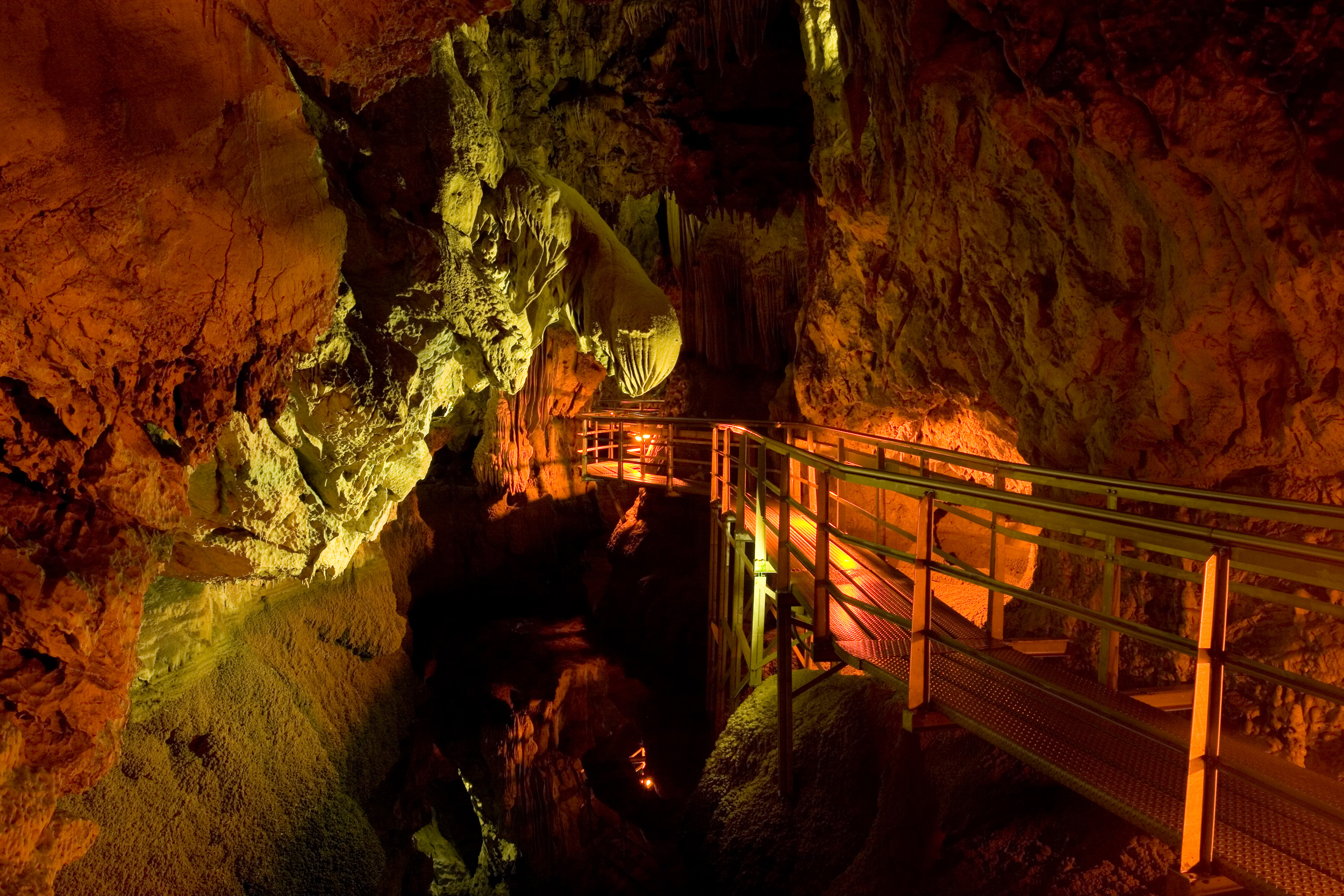
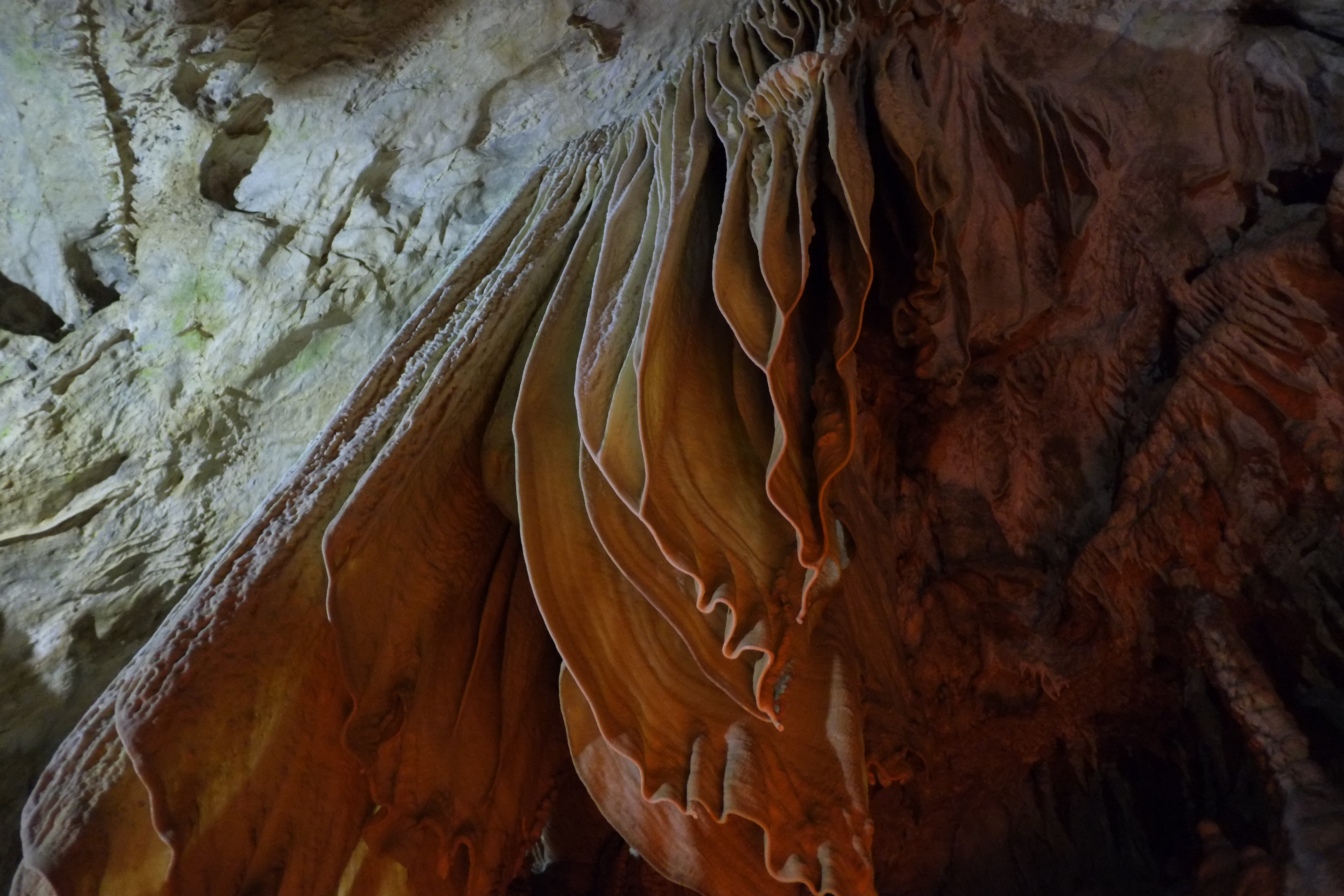
تشكيل مميز داخل الكهف.
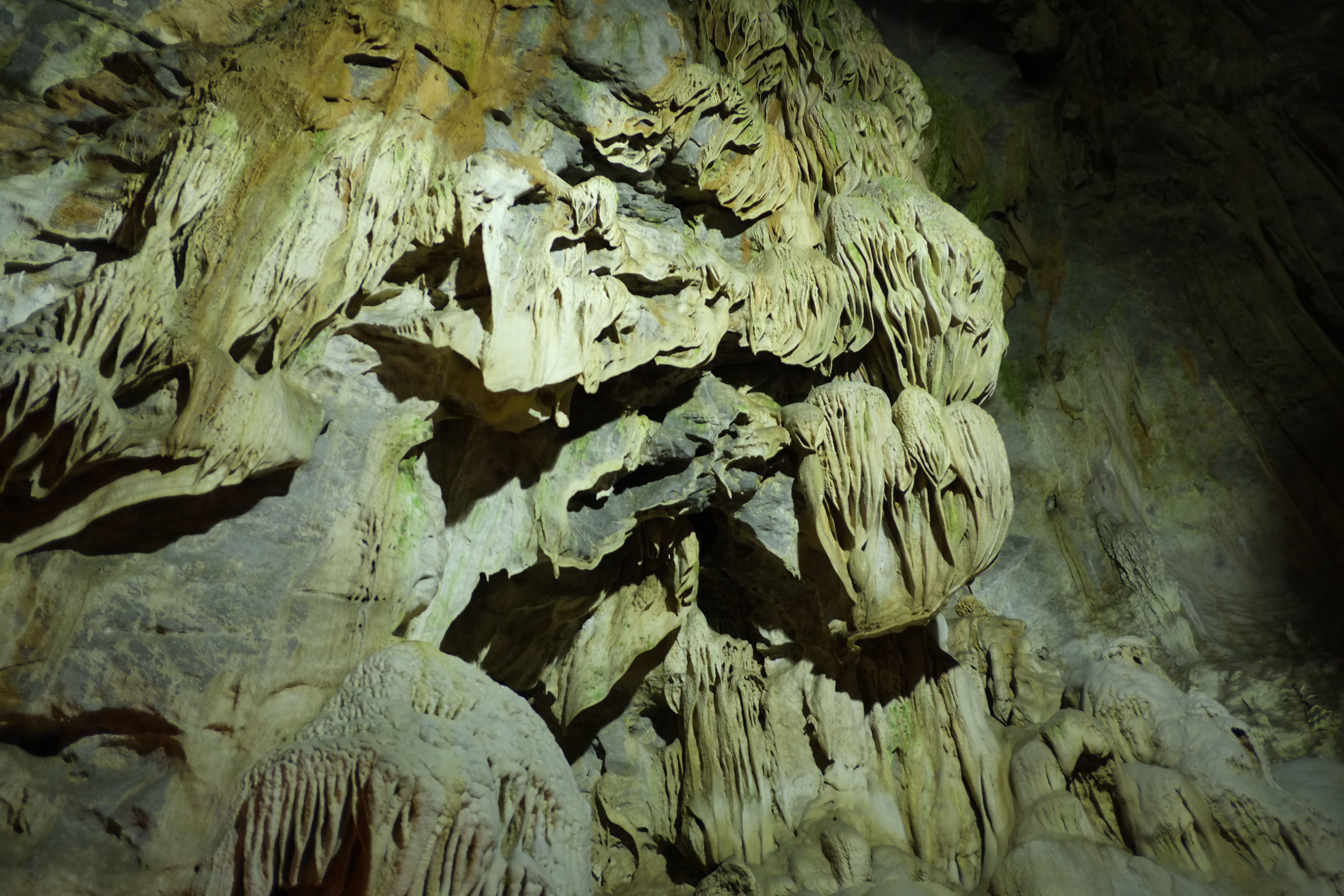
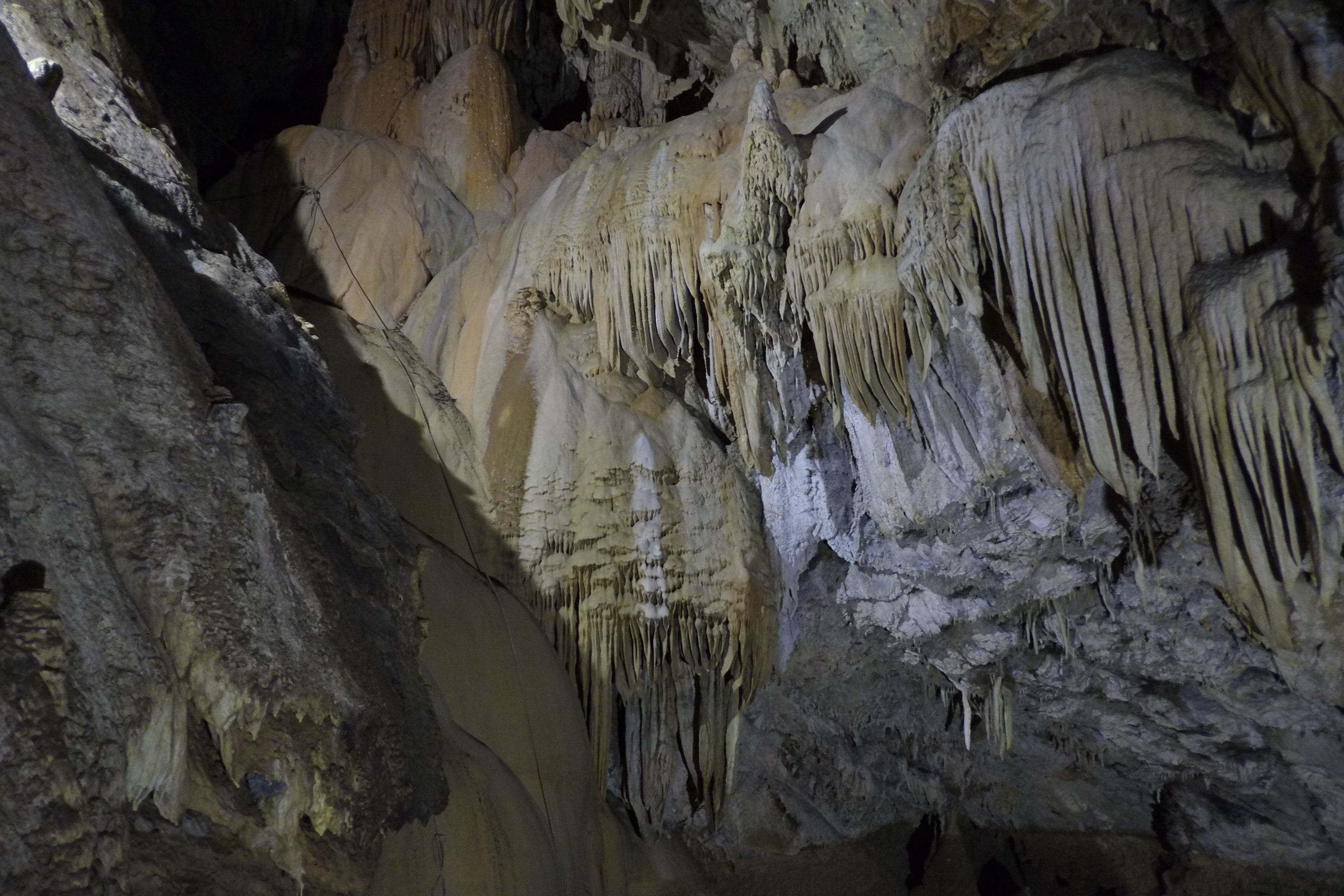

## طالع أيضًا
- كهف حنجرة الشيطان
- كهف الدب